# Keane Barry
Keane Neill Barry (* 25. Juni 2002 in Drogheda) ist ein irischer Dartspieler der Professional Darts Corporation. Sein Spitzname Dynamite spielt auf seinen schnellen Wurfrhythmus an.

## Karriere
Erste große Finals im Jugendbereich spielte Barry ab 2016. In diesem Jahr und 2018 stand er im Endspiel des WDF Europe Youth Cup, außerdem spielte er die Finals des World Youth Masters 2017 und 2018, verlor gegen Nico Blum und Jurjen van der Velde. Ende 2018 nahm Barry erstmals an der PDC Development Tour teil und qualifizierte sich als internationaler Qualifikant für die PDC World Youth Championship, wurde jedoch Dritter und damit Letzter in seiner Vorrundengruppe.
Bei der PDC Development Tour konnte Barry dann erstmals groß aufspielen und stand nach zwei Viertelfinal- und zwei Halbfinalteilnahmen erstmals auch im Finale eines Turniers, welches er gegen Shane McGuirk mit 4:5 verlor. Im Oktober 2019 gewann Barry außerdem mit dem Northern Ireland Matchplay und den World Youth Masters seine ersten BDO-Titel.
Durch seine guten Leistungen auf der Development Tour war Barry bei der PDC World Youth Championship 2019 erstmals gesetzt. Nachdem er seine Vorrundengruppe ungeschlagen überstehen konnte, zog Barry bis ins Halbfinale ein, wo er mit 2:6 gegen den späteren Sieger Luke Humphries verlor.
Im Jahr 2019 gewann Barry die Junior Darts Corporation International Open und das Finale des Tom Kirby Irish Matchplay, mit dem er sich für die PDC World Darts Championship 2020 qualifizierte. Dort schied er allerdings bereits in der ersten Runde gegen den Niederländer Vincent van der Voort aus. 2020 gewann er die BDO World Youth Championship gegen Leighton Bennett.
Kurze Zeit später nahm Barry erstmals an der PDC Qualifying School teil und kam einmal bis ins Finale, welches er gegen Scott Waites verlor. Für eine Tour Card reichte es am Ende auch über die Rangliste nicht, weshalb er daraufhin neben der PDC Development Tour auch an der PDC Challenge Tour teilnahm. Außerdem qualifizierte sich Barry erstmals für die UK Open, wo er allerdings in Runde eins ausschied.
Bei der PDC Challenge Tour errang er einen Sieg im fünften Turnier, nachdem er Maikel Verberk mit 5:4 besiegte. Auch bei der PDC Development Tour gewann Barry erstmals Turniere. In den Finals der Tage 8 und 9 besiegte er Ryan Meikle. Dadurch  qualifizierte er sich nicht nur für die PDC World Youth Championship 2020, welche er mit einer Achtelfinalniederlage gegen Martin Schindler abschloss, sondern auch für die PDC World Darts Championship 2021 sowie eine Tour Card für 2021 und 2022.
Bei der Weltmeisterschaft im Dezember 2020 verlor Barry in der ersten Runde mit 1:3 gegen Jeff Smith. Ein Jahr später konnte er sich in der ersten Runde mit 3:2 gegen Royden Lam durchsetzen. Allerdings verlor er in Runde 2 knapp gegen Jonny Clayton. 
Mit Siegen über David Evans, Jeffrey de Zwaan, Graham Hill, Niels Zonneveld, Ricky Evans und James Wade erreichte er überraschend das UK Open Halbfinale 2022, welches er gegen Michael Smith mit 6:11 verlor.

## Weltmeisterschaftsresultate

### JDC
- 2018: Viertelfinale (2:4-Niederlande gegen  Jurjen van der Velde)

### BDO-Junioren
- 2020: Sieger (3:0-Sieg gegen  Leighton Bennett)

### PDC-Junioren
- 2018: Gruppenphase (2:5-Niederlage gegen  Sven Groen und 1:5-Niederlage gegen  Bradley Kirk)
- 2019: Halbfinale (2:6-Niederlage gegen  Luke Humphries)
- 2020: Achtelfinale (5:6-Niederlage gegen  Martin Schindler)
- 2021: Viertelfinale (3:5-Niederlage gegen  Geert Nentjes)
- 2022: Viertelfinale (3:6-Niederlage gegen  Geert Nentjes)
- 2023: Achtelfinale (3:6-Niederlage gegen  Luke Littler)
- 2024: Halbfinale (4:6-Niederlage gegen  Jurjen van der Velde)

### PDC
- 2020: 1. Runde (0:3-Niederlage gegen  Vincent van der Voort)
- 2021: 1. Runde (1:3-Niederlage gegen  Jeff Smith)
- 2022: 2. Runde (2:3-Niederlage gegen  Jonny Clayton)
- 2023: 1. Runde (1:3-Niederlage gegen  Grant Sampson)
- 2024: 2. Runde (0:3-Niederlage gegen  Michael van Gerwen)
- 2025: 2. Runde (0:3-Niederlage gegen  Gerwyn Price)

## Turnierergebnisse
| Turnier                                    | 2020               | 2021               | 2022               | 2023               | 2024              | 2025 |
| ------------------------------------------ | ------------------ | ------------------ | ------------------ | ------------------ | ----------------- | ---- |
| PDC-Ranking-Turniere                       |                    |                    |                    |                    |                   |      |
| Weltmeisterschaft                          | 1R                 | 1R                 | 2R                 | 1R                 | 2R                | 2R   |
| World Masters                              | nicht ausgetragen  | nicht ausgetragen  | nicht ausgetragen  | nicht ausgetragen  | nicht ausgetragen | VR   |
| UK Open                                    | 1R                 | 3R                 | HF                 | 4R                 | AF                | 3R   |
| European Championship                      | n/q                | 1R                 | n/q                | 1R                 | n/q               |      |
| Grand Slam of Darts                        | nicht qualifiziert | nicht qualifiziert | nicht qualifiziert | nicht qualifiziert | GP                |      |
| Players Championship Finals                | n/q                | 1R                 | AF                 | n/q                | n/q               |      |
| PDC-Turniere ohne Einfluss auf das Ranking |                    |                    |                    |                    |                   |      |
| World Cup of Darts                         | nicht qualifiziert | nicht qualifiziert | nicht qualifiziert | GP                 | GP                | AF   |
| World Series of Darts Finals               | nicht qualifiziert | nicht qualifiziert | nicht qualifiziert | nicht qualifiziert | 1R                |      |
| Karrierestatistiken                        |                    |                    |                    |                    |                   |      |
| Jahresendplatzierung                       | 131                | 85                 | 45                 | 41                 | 52                |      |

| Legende zu den Turnierergebnissen | Legende zu den Turnierergebnissen | Legende zu den Turnierergebnissen | Legende zu den Turnierergebnissen | Legende zu den Turnierergebnissen | Legende zu den Turnierergebnissen | Legende zu den Turnierergebnissen | Legende zu den Turnierergebnissen | Legende zu den Turnierergebnissen | Legende zu den Turnierergebnissen |
| --------------------------------- | --------------------------------- | --------------------------------- | --------------------------------- | --------------------------------- | --------------------------------- | --------------------------------- | --------------------------------- | --------------------------------- | --------------------------------- |
| n/t                               | nicht teilgenommen                | n/q                               | nicht qualifiziert                | n/a                               | nicht ausgetragen                 | #R                                | Aus in jeweiliger Runde           | GP                                | Aus in der Gruppenphase           |
| AF                                | Achtelfinalist                    | VF                                | Viertelfinalist                   | HF                                | Halbfinalist                      | F                                 | Turnierfinalist                   | S                                 | Turniersieger                     |

## Titel

### BDO
- Majors
  - BDO World Youth Championship: (1) 2020
  - World Youth Masters: (1) 2019
- Weitere
  - 2019: Northern Ireland Matchplay

### PDC
- Secondary Tour Events
  - PDC Challenge Tour
    - PDC Challenge Tour 2020: 5

  - PDC Development Tour
    - PDC Development Tour 2020: 8, 9
    - PDC Development Tour 2022: 2, 12, 15
    - PDC Development Tour 2024: 2, 3, 12

## Privates
Barry ist mit der tschechischen Dartspielerin Barbora Hospodářská liiert.